# 克努特·克努森
克努特·克努森（挪威語：Knut Knudsen，1950年10月12日—），挪威男子自行车运动员。他曾代表挪威参加1968年和1972年夏季奥林匹克运动会自行车比赛，其中1972年奥运会获得一枚金牌。